# Taito Corporation
 For alternative betydninger, se Taitou. (Se også artikler, som begynder med Taitou)
Taito Corporation (株式会社タイトー kabushikigaisha taitō) er en japansk udvikler af computerspil software og arkade hardware, ejet af RPG udgiveren Square Enix.
Taito Trading Company blev etableret af en russisk jøde ved navn Michael Kogan. Taito importerer og uddeler også amerikanske coin-op computerspil i Japan, såvel som deres egne spil i hele verden. Taito Corporation blev opkøbt af Square Enix i 2005.
Taito Corporation har afdelinger i Seoul i Sydkorea og Milano i Italien, samt et datterselskab i Beijing i Kina. Før i tiden havde firmaet også afdelinger i Nordamerika og Brasilien.